# Agamemnon (Skulptur, Bremen)

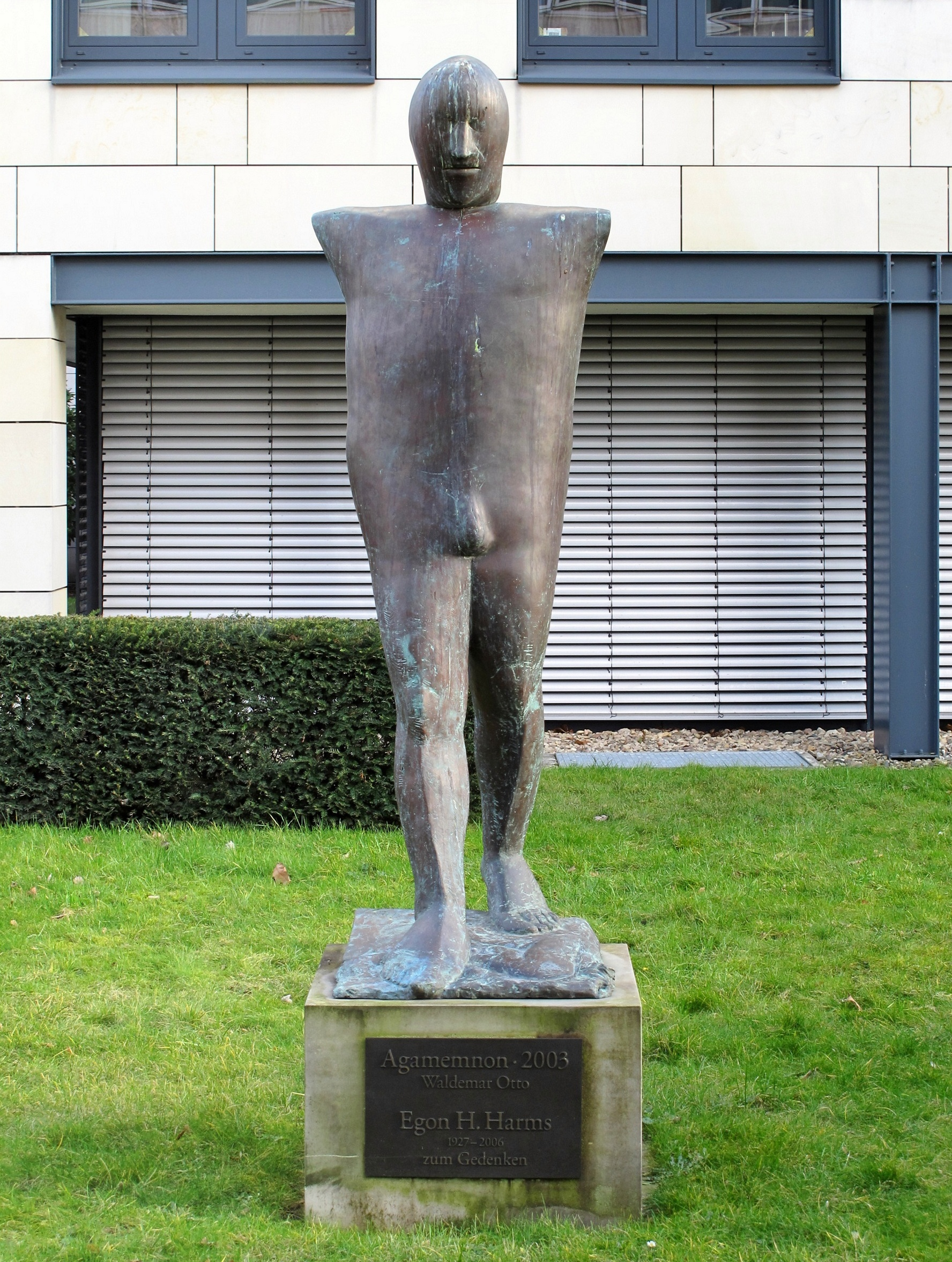
Agamemnon

Die Skulptur Agamemnon steht in Bremen-Mitte im Innenhof des Hauptverwaltungssitzes der BLG am Präsident-Kennedy-Platz. Sie wird in der Liste der Denkmale und Standbilder der Stadt Bremen geführt.
Die lebensgroße Skulptur von 2003 aus Bronze stammt vom Bildhauer Waldemar Otto und wurde 2009 im Auftrag der BLG Logistics Group zur Ehrung des Bremer Unternehmers Egon H. Harms aufgestellt.
Egon Herbert Harms (1927–2006) war ein erfolgreicher Bremer Unternehmer. Er gründete in Bremen Ende der 1950er Jahre das Logistic- und Serviceunternehmen E. H. Harms Automobile Logistics, das zu einem der großen international tätigen deutschen Autospeditionen wurde. Seit 2002 ist die BLG an der Harms-Gruppe beteiligt und hat die unternehmerische Führung unternommen. Harms zeichnete sich auch durch ein hohes soziales Engagement aus. 1990 wurde er mit dem Bundesverdienstkreuz Erster Klasse ausgezeichnet.

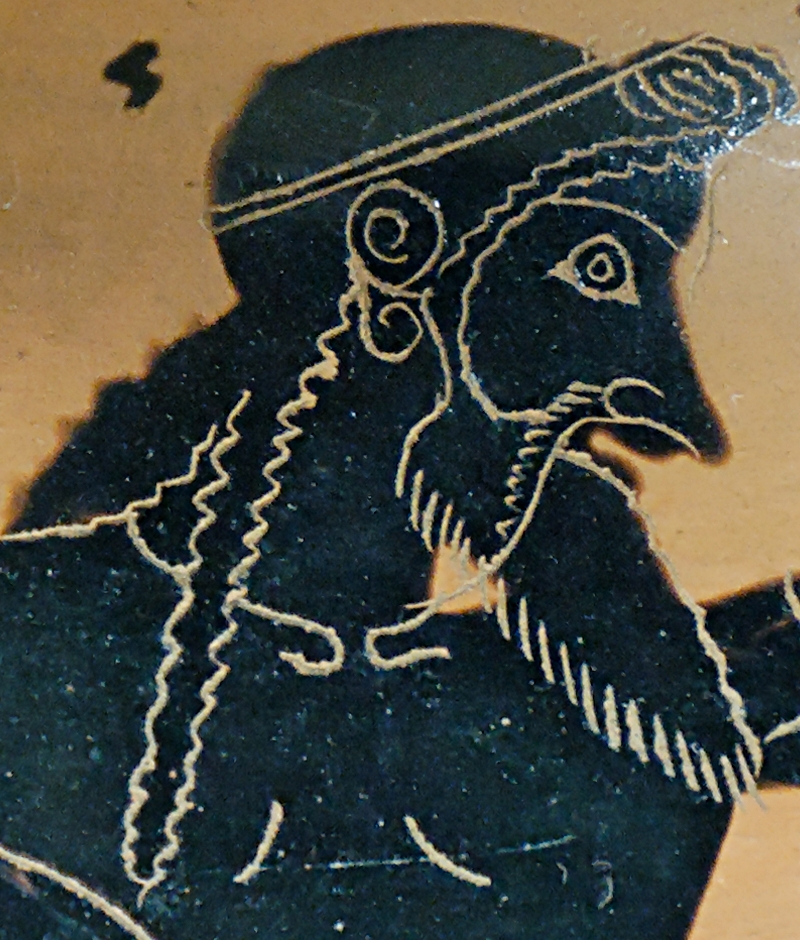
Agamemnon auf einem Krug, ca. 520 v. Chr. im Louvre

Agamemnon (altgriechisch Ἀγαμέμνων, „sehr energisch“) war in der griechischen Mythologie König von Mykene und Eroberer Trojas im Trojanischen Krieg. Der Senator für Kultur bemerkte in seiner Liste Kunst im öffentlichen Raum Bremen dazu: „Mit dem Titel der Skulptur vergleicht der Künstler… Harms mit Agamemnon, der ebenfalls ein guter und mutiger Unternehmer gewesen war und seine Ziele zäh und ausdauernd verfolgte.“ Die Ilias von Homer stellt Agamemnon zuweilen aber auch als arrogant und egoistisch dar.
Von Otto stammte in Bremen u. a. noch Begegnung (1976) in Vegesack, die Skulptur Zur Schicht (1983) in Gröpelingen, Großer Hephaistos II (1991) in Schwachhausen, Großer Bacchus II (1992) in Hemelingen und der Neptunbrunnen (1993) auf dem Domshof.

## Bildergalerie

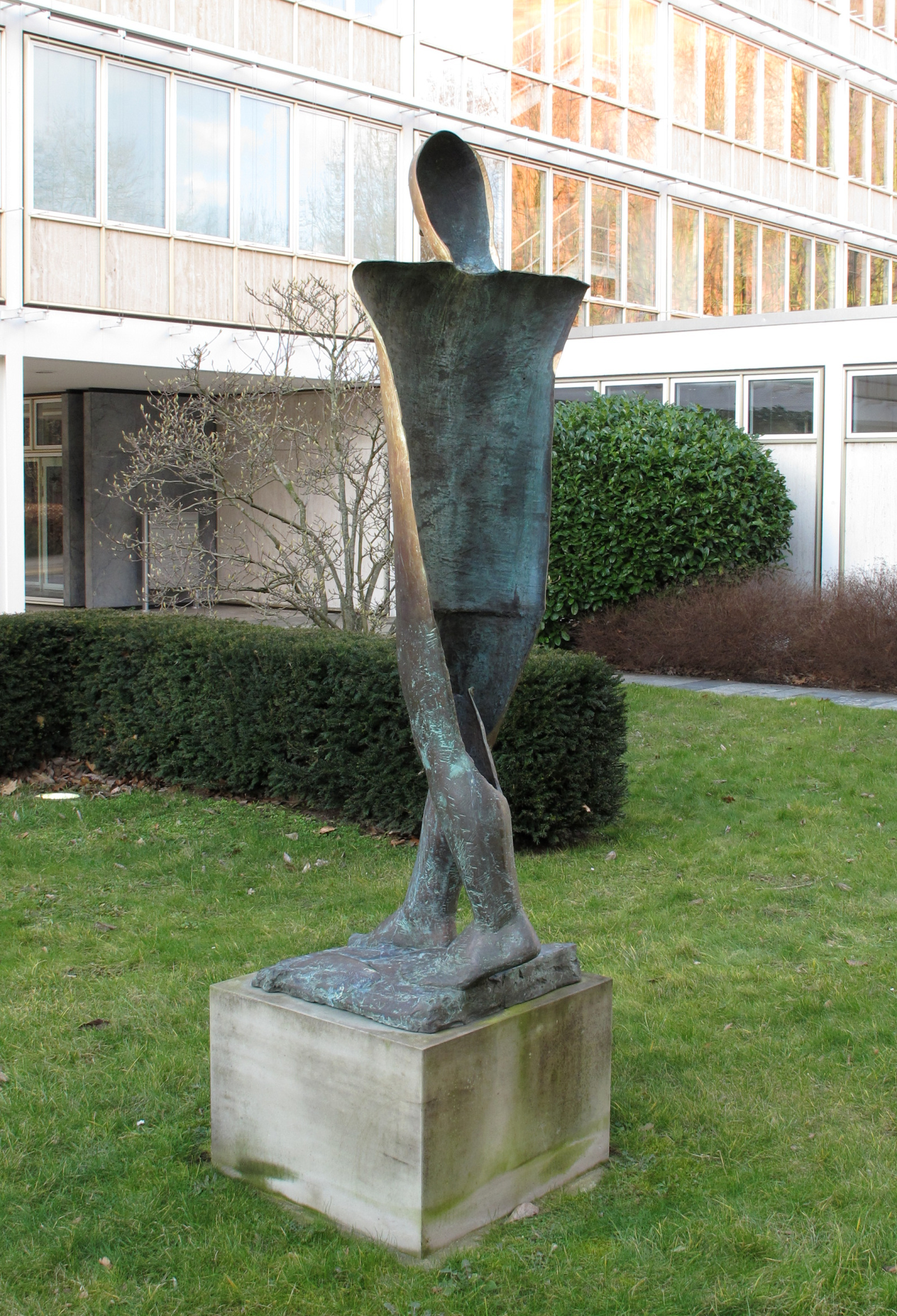
Rückansicht
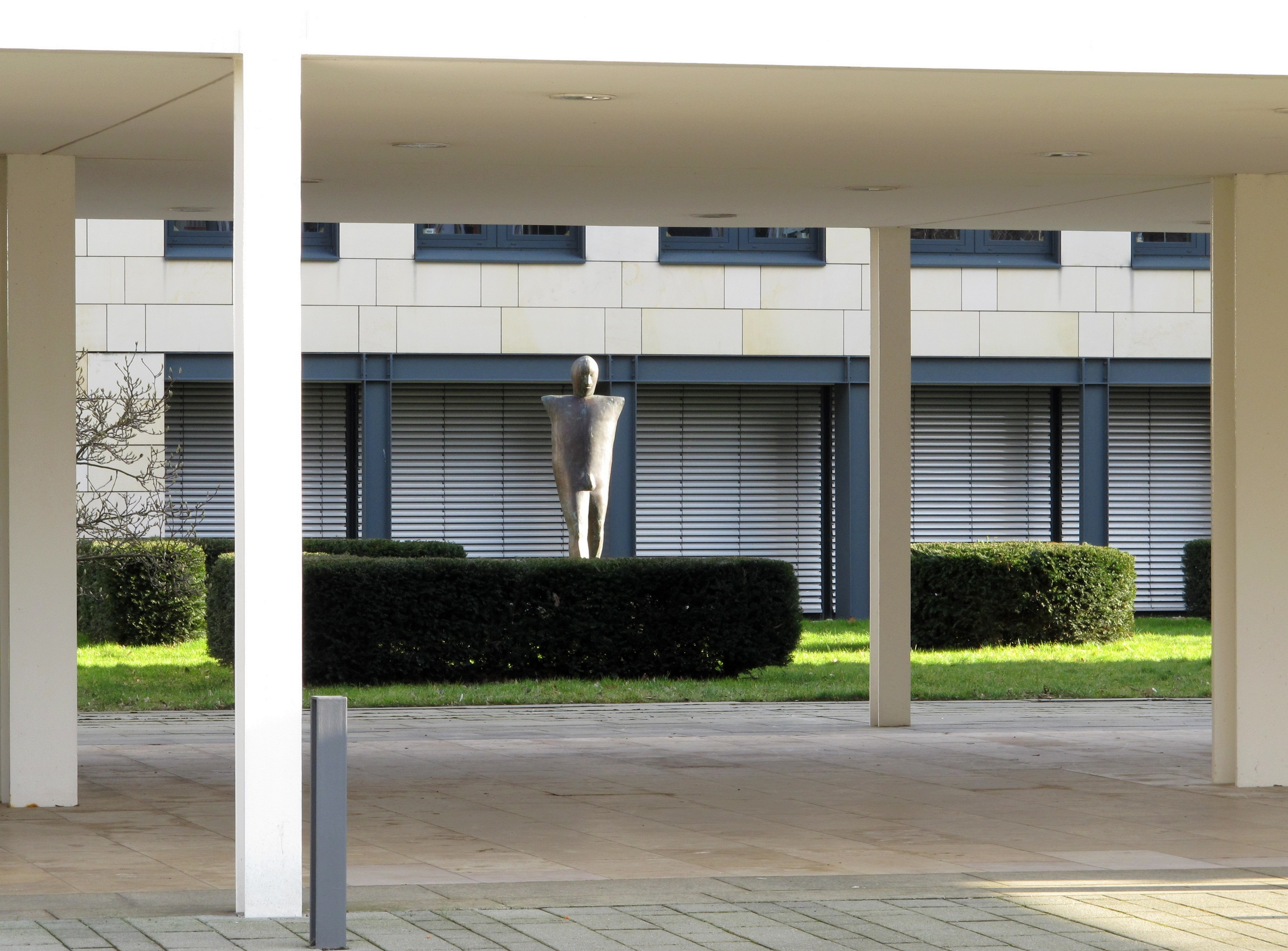
Innenhof des BLG-Hauptverwaltungssitzes
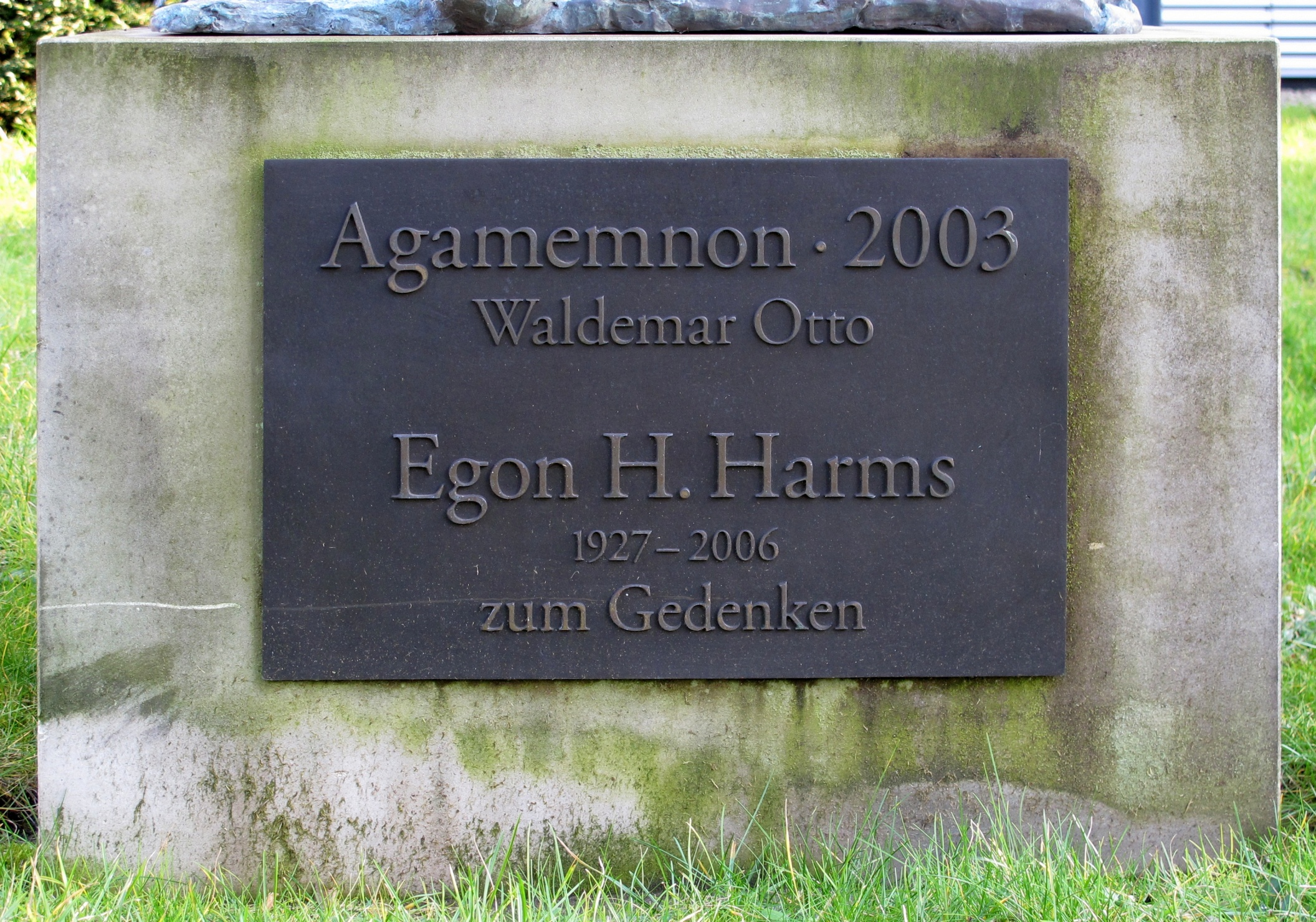
Detail: Plakette
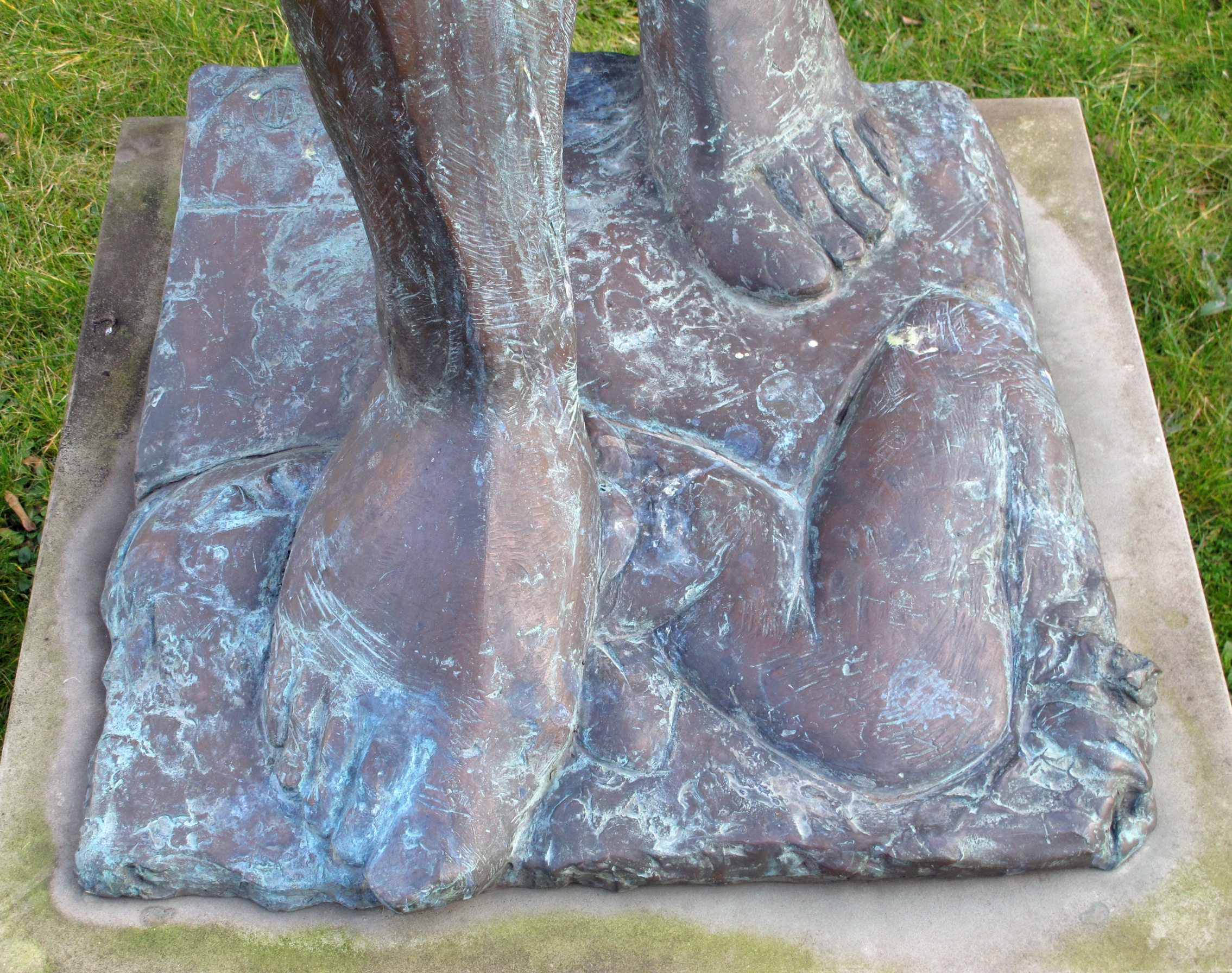
Detail: Skulpturfuß
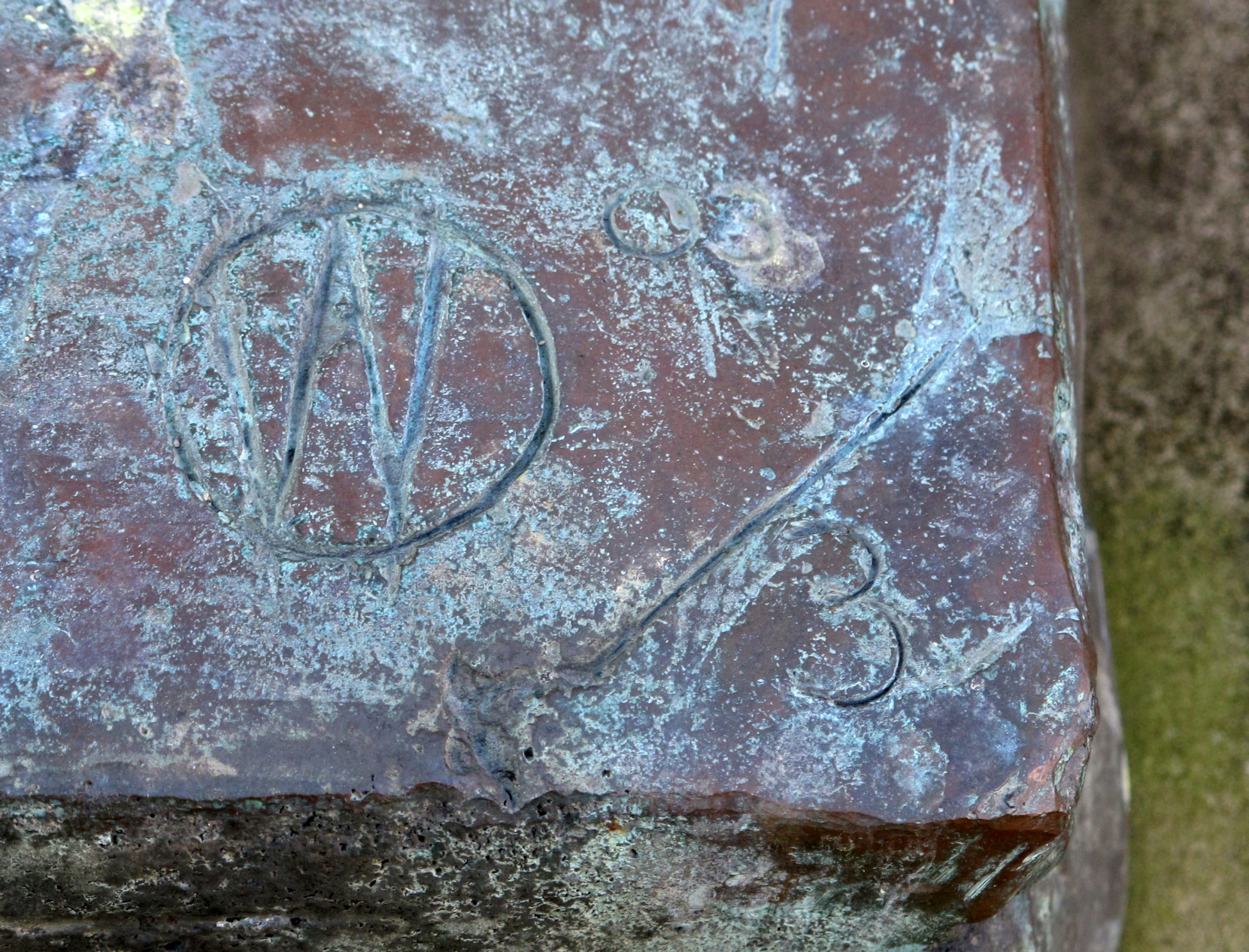
Detail: Künstlersignatur